# Ремо Джадзотто
Ремо Джадзотто (італ. Remo Giazotto; нар. 4 вересня, 1910, Рим — пом. 26 серпня, 1998, Піза) — італійський музикознавець ХХ століття, автор друкованих творів, присвячених композиторам доби бароко. Професор, викладач історії музики в університеті міста Флоренція. Сам був композитором, що старанно приховував.

## Життєпис
Народився в Римі. Джадзотто отримав добру освіту — спочатку в Мілані, де опановував фортепіанну гру і композицію, а згодом в місті Генуя, де в місцевому університеті вивчав літературу і філософію. Декілька років працював в різних музичних журналах Італії. У 1967 році він став одним з директорів «Нового італійського музичного журналу». У 1949 році Джадзотто отримав посаду директора камерної музики програм RAI (італійське радіо), а у 1966 році був директором міжнародних програм, організованих «Європейським мовним союзом».
Як історик музики Ремо Джадзотто у 1957—1969 роках викладав в Університеті міста Флоренція як професор історії музики.
Ремо Джадзотто — автор декількох книг з історії музики. Він також написав життєписи багатьох італйських композиторів доби італійського бароко, серед яких — Томазо Альбіноні, Алессандро Страделла, Антоніо Вівальді, Джованні Баттіста Віотті та ін.

## Мистецькі містифікації

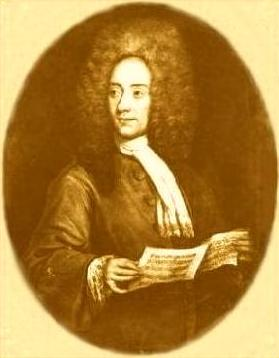
Портрет Томазо Альбіноні.

Музикознавець Джадзотто отримав популярність у 1958 році після введення в музичний обіг нібито невідомого твору Томазо Альбіноні, сучасна назва якого — Адажіо Альбіноні.
Висока мистецька вартість твору привернула увагу як до самого твору, так і до життєпису композитора Альбіноні. Музикознавці Німеччини зробили спробу дослідити інвентарні описи загиблої у роки Другої світової війни Дрезденської державної бібліотеки. Але там не знайдено відповідного твору Альбіноні.
В мистецтві країн Європи посіли відповідне місце мистецькі містифікації. Їх початок губиться в італійському відродженні і набуває поширення в добу маньєризму.
Містифікаціями в скульптурі були ранні твори Мікеланджело, що видавав їх за античні оригінали, випадково ним знайдені. Містифікацією, що хвилювала науковців декількох століть, була творча діяльність Роджера Меннерса, що працював під псевдонімом реальної людини — відомий як Вільям Шекспір. Серед новітніх літературних містифікацій — твори Оссіана, поетеси Клари Газуль.
Адажіо Альбіноні — ймовірно, ще одна розкішна мистецька містифікація кінця ХХ століття.

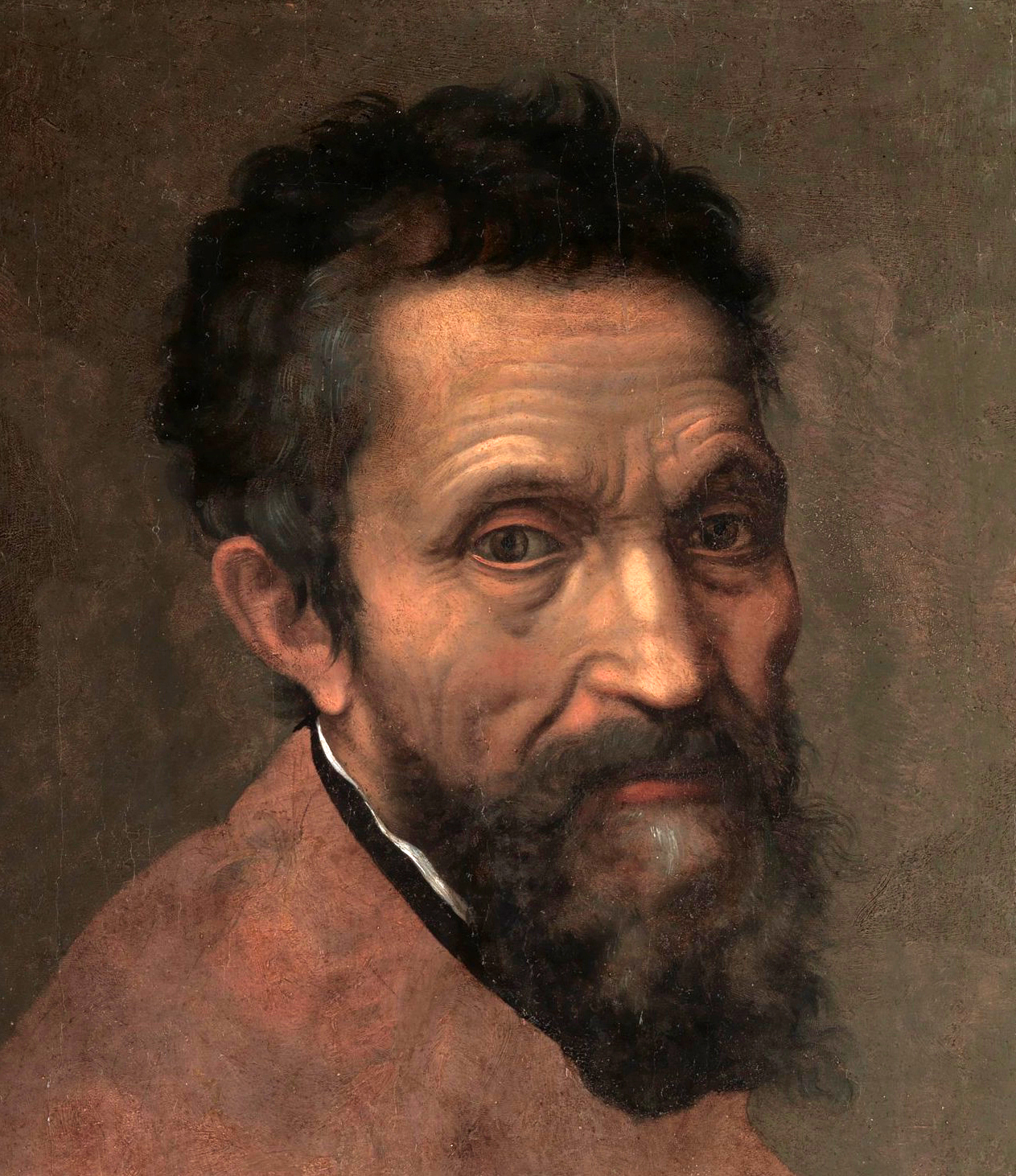
Портрет Мікеланджело Буонаротті
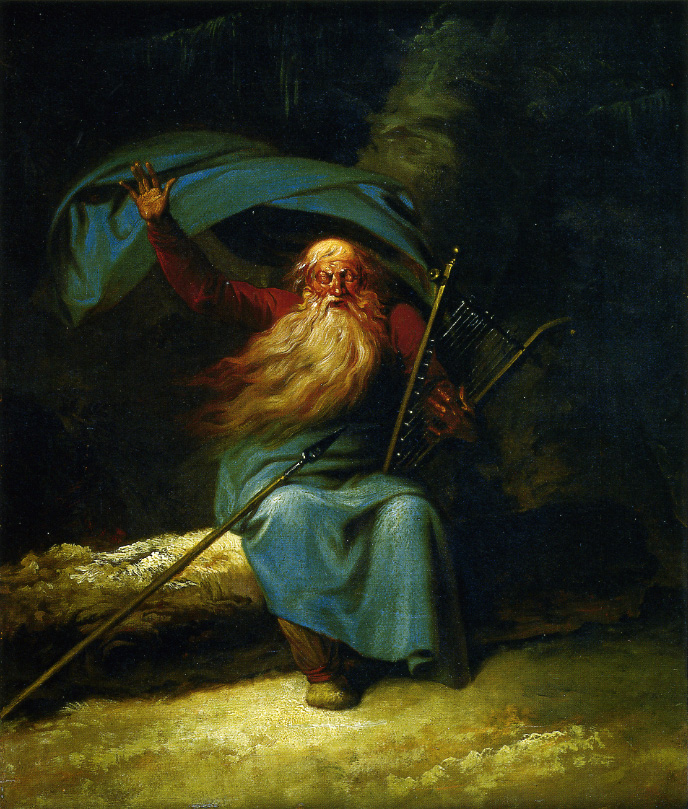
Міфічний поет Оссіан
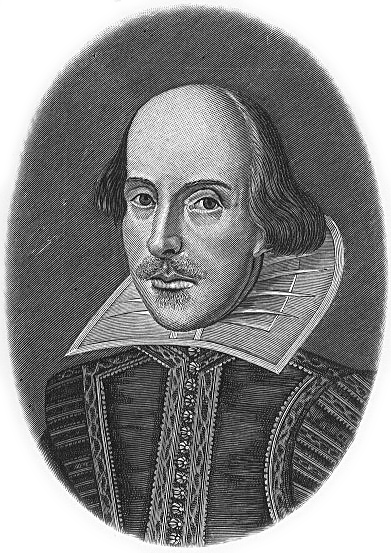
Недостовірний портрет Шекспіра

## Друковані твори Ремо Джадзотто
- Il melodramma a Genova nei secoli XVII e XVIII, Genua 1941
- Tomaso Albinoni, ‘musico di violino dilettante veneto’ (1671—1750), Mailand 1945
- Busoni: la vita nell'opera, Mailand 1947
- La musica a Genova nella vita pubblica e privata dal XIII al XVIII secolo, Genua 1952
- La musica italiana a Londra negli anni di Purcell 1955
- Giovan Battista Viotti, Mailand 1956
- Vita di Alessandro Stradella, Mailand 1962
- Vivaldi, Mailand 1965
- Quattro secoli di storia dell'Accademia nazionale di S. Cecilia, 2 Bde., Rom 1970
- Antonio Vivaldi, Turin 1973